# Muzeum Słońca w Nowosybirsku
Muzeum Słońca w Nowosybirsku (ros. Музей Солнца) – jedyne w Rosji i pierwsze na świecie muzeum poświęcone słońcu oraz związanych z nim kultom oraz bóstwom. Powstało w 1994 roku w nowosybirskim Akademgorodoku na bazie prywatnej kolekcji.

## Historia
Placówka została założona w 1994 roku przez fizyka jądrowego, wieloletniego pracownika Instytutu Fizyki Jądrowej Syberyjskiego Oddziału Rosyjskiej Akademii Nauk – Walerija Lipienkowa. Pierwsze pomysły rozpoczęcia tego typu działalności pojawiły się jeszcze w latach osiemdziesiątych XX wieku, ale na ich realizacje przyszło poczekać do czasów rozpadu Związku Radzieckiego. Muzeum zostało zorganizowane na bazie prywatnych zbiorów jej założyciela i dyrektora. Przez lata nie tylko kolekcjonował on, ale także sam tworzył oraz wykonywał reprodukcje różnych obiektów (wizerunków słońca, bóstw solarnych itp.) pochodzących z wielu kultur całego świata. Początkowo przez wiele lat nie posiadało oficjalnego statusu muzeum, a jego zbiory znajdowały się w piwnicy jednego z budynków. Mimo to wykazywało się sporą aktywnością, organizowało bowiem wystawy, warsztaty i prezentacje związane z tematem słońca w różnych ośrodkach naukowo-kulturalnych Nowosybirska. W 1998 roku Syberyjski Oddział Rosyjskiej Akademii Nauk przekazał muzeum nowe pomieszczenia, co umożliwiło rozwój placówki. W 1999 roku nastąpiło ich uroczyste otwarcie, a w 2000 roku muzeum zostało oficjalnie zarejestrowane jako jedna z miejskich organizacji kulturalnych.

## Zbiory

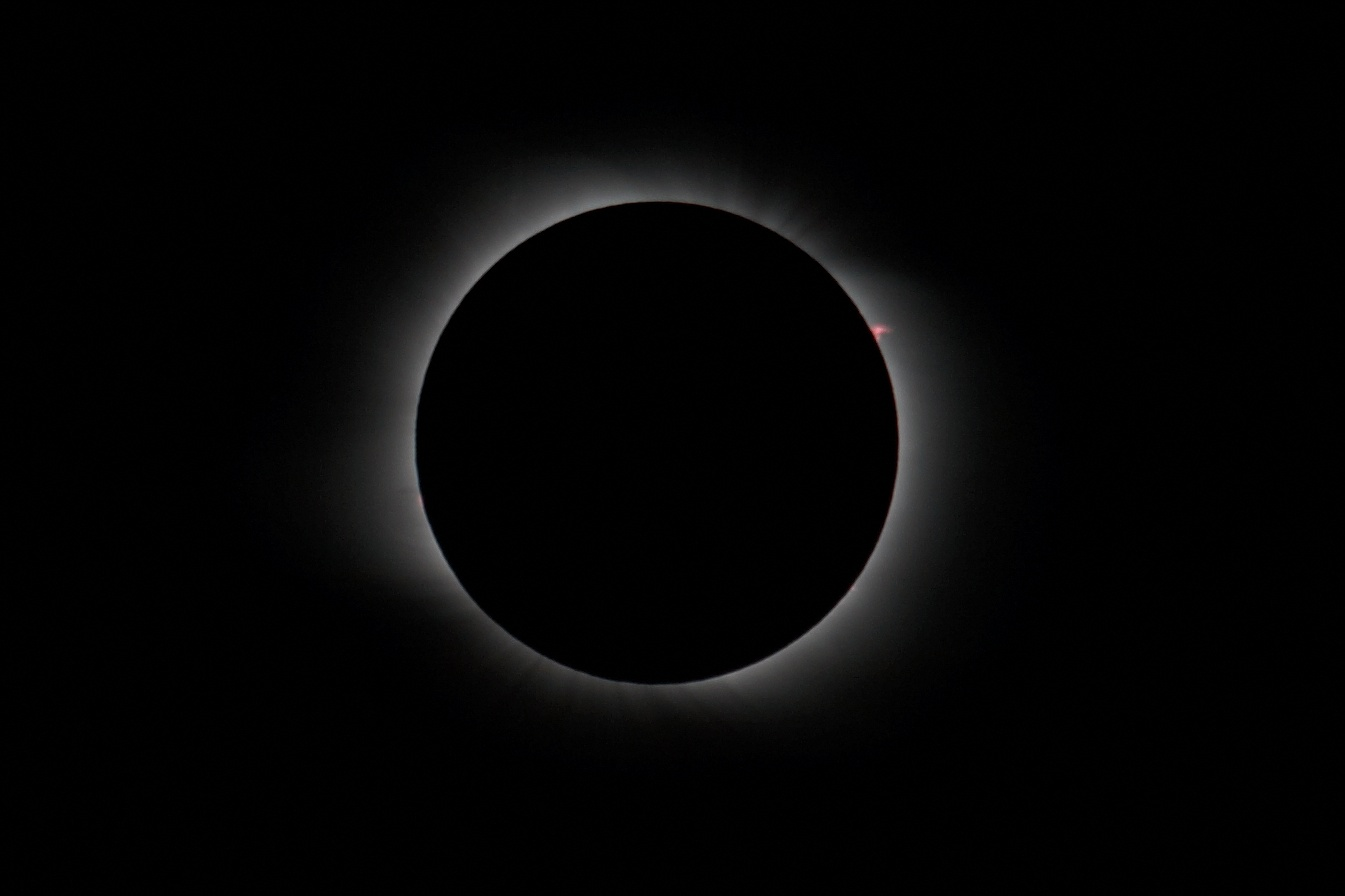
Zaćmienie słońca w Nowosybirsku

Muzeum Słońca w Nowosybirsku posiada kolekcję liczącą ponad 2000 wyobrażeń solarnych pochodzących z różnych kręgów kulturowych: Indii i Nepalu, starożytnych Egiptu i Bliskiego Wschodu, Japonii i Chin, Europy, Afryki, Azji Południowo-Wschodniej, Oceanii, Syberii i Ałtaju oraz związanych z wierzeniami amerykańskich Indian, a także rosyjską kulturą ludową. Ponad 25% eksponatów to kopie wykonane przez jego założyciela i dyrektora. Zbiory dzielą się przede wszystkim na: wyobrażenia bóstw solarnych, wyobrażenia słońca, współczesne przedmioty użytkowe związane z tematyką Słońca oraz współczesne obiekty artystyczne. Placówka gromadzi także kolekcje literatury, poezji, czasopism oraz książek poświęconym szeroko pojętym zagadnieniom związanym z tematyką słoneczną. Najstarszym obiektem muzealnym jest kilkusetletni wizerunek japońskiej bogini Amaterasu.
Oprócz nieustannego powiększania zbiorów, nowosybirskie Muzeum Słońca zajmuje się także działalnością edukacyjną i dydaktyczną. W swoich murach organizuje spotkania dla dzieci i dorosłych, recitale, koncerty, spotkania, wykłady oraz warsztaty artystyczne.